# Федосов, Сергей Викторович
Сергей Викторович Федосов  (род. 3 марта 1953, Иваново) — заслуженный деятель науки Российской Федерации. Лауреат премии Правительства РФ в области науки и техники. Академик РААСН. Ректор Ивановской государственной архитектурно-строительной академии (1996—2005). Ректор Ивановского государственного архитектурно-строительного университета (2006—2012). Президент Ивановского государственного архитектурно-строительного университета (2012).

## Биография
Родился 3 марта 1953 года в городе Иваново в рабочей семье. Отец, Виктор Петрович, участник Великой Отечественной войны. После демобилизации в 1951 году работал водителем ЗИС-5, бригадиром автослесарей. Умер в 1981 году. Мать, Евдокия Ивановна, тридцать лет проработала ткачихой на меланжевом комбинате. Ушла из жизни в 2004 году.
В 1970 году Сергей Викторович окончил Ивановскую среднюю школу № 49 и поступил в Ивановский химико технологический институт. Учился на механическом факультете по специальности «Машины и аппараты химических производств и предприятий строительных материалов».
В 1975 году окончил институт с отличием и получил квалификацию инженера-механика. Был рекомендован в аспирантуру по кафедре «Процессы и аппараты химической технологии». После окончания института, начал трудовую деятельность с должности инженера. Затем занимал должности: младший научный сотрудник, ассистент, старший преподаватель, доцент.

### Трудовая и учебная деятельность
В 1978 году защищает кандидатскую диссертации в ИХТИ на тему «Исследование процесса грануляции минеральных удобрений с использованием внутреннего рецикла в аппаратах с псевдоожиженным слоем».
С 1981 года — член диссертационных советов Санкт-Петербургского технологического университета, по защите кандидатских и докторских диссертаций в ИГХТУ.
В 1987 году защищает докторскую диссертацию в Ленинградском технологическом институте на тему «Процессы термической обработки дисперсных материалов с фазовыми и химическими превращениями». Через год Сергею Викторовичу присвоена учёная степень доктора технических наук.
В 1989 году возглавил кафедру «Процессы и аппараты химической технологии» ИХТИ.
В 1990 году присвоено учёное звание профессора.
В 1993 году переходит на работу в Ивановский инженерно-строительный институт на должность первого проректора.
В 1994 году — заведующий кафедрой «Строительное материаловедение и специальные технологии». В этот же год удостаивается научной стипендии Правительства Российской Федерации для крупных научных школ.
В 1996 году избран ректором Ивановской государственной архитектурно-строительной академии.
В 2001 году избран членом-корреспондентом Российской академии архитектуры и строительных наук, а в 2010 году академиком РААСН.
В 2006 году избран ректором Ивановского государственного архитектурного строительного университета.
С 2013 года по 2018 год Сергей Викторович работал в должности президента Ивановского государственного политехнического университета.
С 2018 года — руководитель Верхневолжского представительства Центрального территориального отделения РААСН.

## Политическая деятельность
Состоит в партии «Единая Россия».
В 2001 году избран депутатом Ивановской городской Думы, на должность председателя комитета по бюджету, местным финансам и налогам.
В 2005 году избран депутатом Законодательного Собрания Ивановской области по избирательному округу № 2 Текстильный, на должность председателя комитета Ивановской областной Думы по промышленности, энергетике, строительству, транспорту и связи.
В 2008 году вновь избран на выборах в Ивановскую областную Думу пятого созыва по Текстильному одномандатному избирательному округу № 2, на должность председателя комитета по промышленности и строительству.

## Научная деятельность
Автор более 400 научных работ, из них 19 монографий и учебных пособий, имеет более 50 патентов.

### Основные публикации
- Федосов С. В., Кисельников В. Н., Шертаев Т. У. «Применение методов теории теплопроводности для моделирования процессов конвективной сушки» / С. В. Федосов, В. Н. Кисельников, Т. У. Шертаев; Каз. хим.-технол. ин-т. — Алма-Ата: Гылым, 1992. — 166 с.
- Федосов С. В., Акулова М. В., Щепочкина Ю. А. и др. «Плазменное оплавление строительных композитов» / Федосов С. В. [и др.]. — ил., портр., табл.; 21 см. — М.: АСВ, 2009. — 227 с. — ISBN 978-5-93093-626-1.
- Федосов С. В., Базанов С. М. «Сульфатная коррозия бетона» / Федосов С. В., Базанов С. М.. — [2] л. цв. ил. : ил., цв. ил., портр.; 21 см. — М.: Изд-во Ассоц. строит. вузов, 2003. — 191 с. — ISBN 5-93093-216-6.
- Федосов С. В., Алоян Р. М., Ибрагимов А. М., и др. «Промерзание влажных грунтов, оснований и фундаментов» / Федосов С. В., Базанов С. М.. — Учеб. пособие. — М.: АСВ, 2005. — 277 с.
- Федосов С. В., Акулова М. В., Краснов А. М. «Высокопрочные мелкозернистые бетоны для сборных плит автомобильных дорог» / Федосов С. В., Акулова М. В., Краснов А. М.; Федеральное агентство по образованию, Гос. образовательное учреждение высш. проф. образования «Ивановский гос. архитектурно-строит. ун-т». — Иваново: ИГАСУ, 2008. — 195 с.
- Федосов С. В., Алоян Р. М., Цупиков С. Г. «Каменные материалы, глины и легкоплавкие суглинки Ивановской области. Справочное пособие» / Федосов С. В., Алоян Р. М., Цупиков С. Г.; Федеральное агентство по образованию, Гос. образовательное учреждение высш. проф. образования «Ивановский гос. архитектурно-строит. ун-т». — Иваново: ИГАСУ, 2009. — 247 с.
- Федосов С. В. «Тепломассоперенос в технологических процессах строительной индустрии» / Федосов С. В.; М-во образования и науки РФ, Гос. образовательное учреждение высш. проф. образования «Ивановский гос. архитектурно-строит. ун-т». — Иваново: ИПК «ПресСто», 2010. — 363 с.
- Федосов С. В., Елин Н. Н., Мизонов В. Е. «Моделирование и расчёт систем утилизации теплоты уходящих газов в высокотемпературных процессах строительной индустрии» / Федосов С. В., Елин Н. Н., Мизонов В. Е.; Федеральное агентство по образованию, Гос. образовательное учреждение высш. проф. образования «Ивановский гос. архитектурно-строительный ун-т», «Ивановский гос. энергетический ун-т». — Иваново: ИГАСУ, 2010. — 267 с.
- Федосов С. В., Щепочкина Ю. А., Акулова М. В. и др. «Современные методы отделки стеновых строительных материалов». — Монография № 666.3/7. С 56. — Иваново: ИГАСУ, 2012. — 211 с.

## Награды и премии
В 1985 году — областная премия имени А. И. Мальцева для молодых учёных.
В 1994 году — научная стипендия Правительства Российской Федерации для крупных научных школ.
В 1996 году — премия Правительства Российской Федерации в области науки и техники в составе коллектива авторов.
В 1998 году — заслуженный деятель науки Российской Федерации.
В 2001 году — нагрудный знак «Почётный работник высшего профессионального образования Российской Федерации».
В 2007 году — почётный строитель России.
В 2012 году — почётный строитель Ивановской области.
В 2016 году получил благодарность председателя Ивановской областной Думы.
В 2017 году — руководитель творческого коллектива, удостоенного звания «Лауреат Государственной премии Республики Марий Эл» в области архитектуры и строительства.
В 2018 году — лауреат премии имени Гришманова И. А. в области науки, техники и организации производства промышленности строительных материалов, конструкций и строительной индустрии.